# 洪帕塔
洪帕塔（葡萄牙語：Humpata），是個位於安哥拉西南部的城鎮，由威拉省負責管轄，面積1,261平方公里，海拔高度1,020米，2013年該城鎮人口82,560，人口密度每平方公里66人。